# Міжнародний інститут архівної науки
Міжнародний інститут архівної науки (International institute for archival science) — міжнародна наукова організація, яка об'єднує архівознавців різних країн світу з метою вирішення актуальних проблем архівознавства. Створена 1985 на базі крайового архіву в Маріборі (нині місто в Словенії) спершу як Центр з вирішення професійно-технічних питань. 1992 реорганізований в Міжнарний інститут архівної науки. Директор інституту професор П.Класину.
До завдань інституту належить: збирання, вивчення та поширення інформації про сучасні технології будівництва й реконструкції архівних приміщень, обладнання архівосховищ, читальних і виставкових залів, робочих приміщень, організації та діяльності архівних установ, а також надання консультативної допомоги й підвищення кваліфікації з цих питань та розроблення актуальних питань теорії і практики архівної справи. При інституті діє довідково-інформаційна служба. На базі інституту створено міжнародну школу з питань будівництва архівів. Інститут проводить щорічні конференції. Членами інституту є представники Австрії, Болгарії, Великої Британії, Ізраїлю, Іспанії, Італії, Канади, Польщі, РФ, Сербії і Чорногорії, Словенії, Словаччини, Хорватії, Чехії. 2005 до складу членів інституту прийнято представника України.
У вересні 2005 інститут переведено з Марібора в Трієст (Італія). Друкований орган інституту – міжнародний архівний щорічник "Атланті" (виходить від 1992).